# Gendarmeria Nacional (Burquina Fasso)

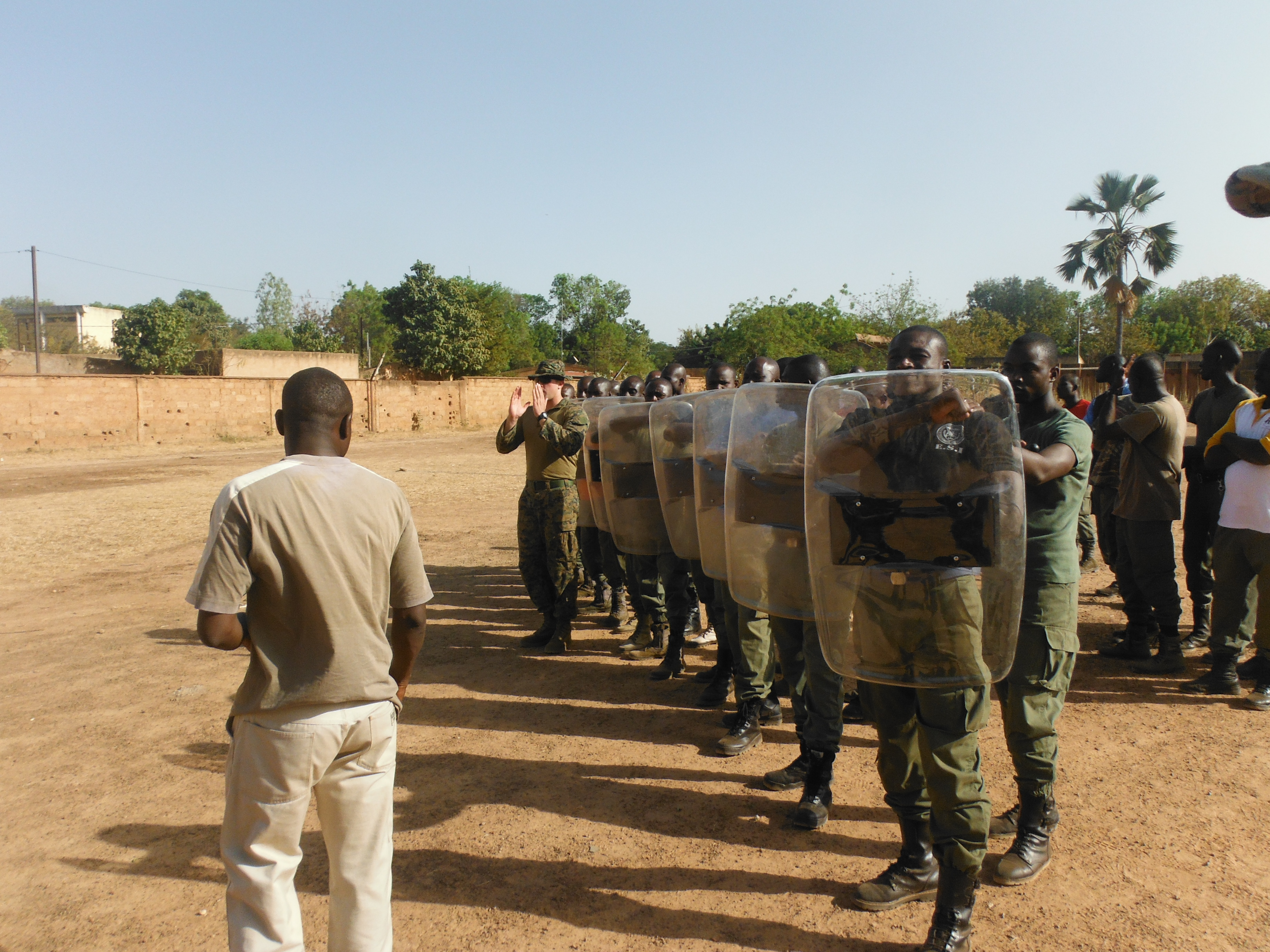
A Gendarmaria Burkinabé pratica movimento em formações de controlo de multidões durante um treino com fuzileiros navais da Força-Tarefa Aérea e Terrestre de Fuzileiros Navais para Fins Especiais África 13 em Ouagadougou, Burkina Faso, 14 de novembro de 2013. Os fuzileiros navais da força-tarefa participaram num treino e táticas de armas não letais com membros da força policial nacional do Burkina Faso.

A Gendarmerie Nationale de Burquina Fasso é o corpo de gendarmeria nacional de Burquina Fasso. Suas missões e sua organização são baseadas na Gendarmeria Nacional francesa. Estabelecida como um órgão nacional no momendo da independência do país, ela compreendia, em 2007, cerca de 4000 gendarmes, sous-officiers et officiers. Sua divisa é « La Patrie, La Loi et L’Honneur » ("A Pátria, a Lei e a Honra").

## Missões
A Gendarmeria National está encarregada de:
- velar pela segurança pública;
- velar pela execução das leis e regulamentos; e
- assegurar a manutenção da ordem.

Em caso de estado de sítio ou de guerra, ela participa da defesa operacional do território, sob a autoridade do chefe de Estado-Maior das Forças Armadas.

## Composição
A Gendarmeria Nacional compreende:
- um Estado-Maior que é o órgão central de comando e administração. Dirigida por um oficial general ou um oficial superior da gendarmeria, que receberá a função de chefe do Estado Maior da Gendarmeria, secundado por um oficial general e um oficial superior da gendarmeria nomeado Chefe do Estado-Maior Adjunto;
- 3 Regiões de Gendarmeria. A região de gendarmeria é uma entidade destacada, dirigida por um comandante de região nomeado por decreto, o qual é auxiliado por um adjunto nomeado da mesma forma:
  - 1ª Região de Gendarmeria - posto de comando em Kaya,
  - 2ª Região de Gendarmeria - posto de comando em Bobo-Dioulasso,
  - 3ª Região de Gendarmeria - posto de comando em Ouagadougou.